# Longevelle (Lure)
Longevelle és un comú francès al districte de Lure (departament de l'Alt Saona, regió de Borgonya - Franc Comtat). L'any 2007 tenia 113 habitants.

## Urbanisme

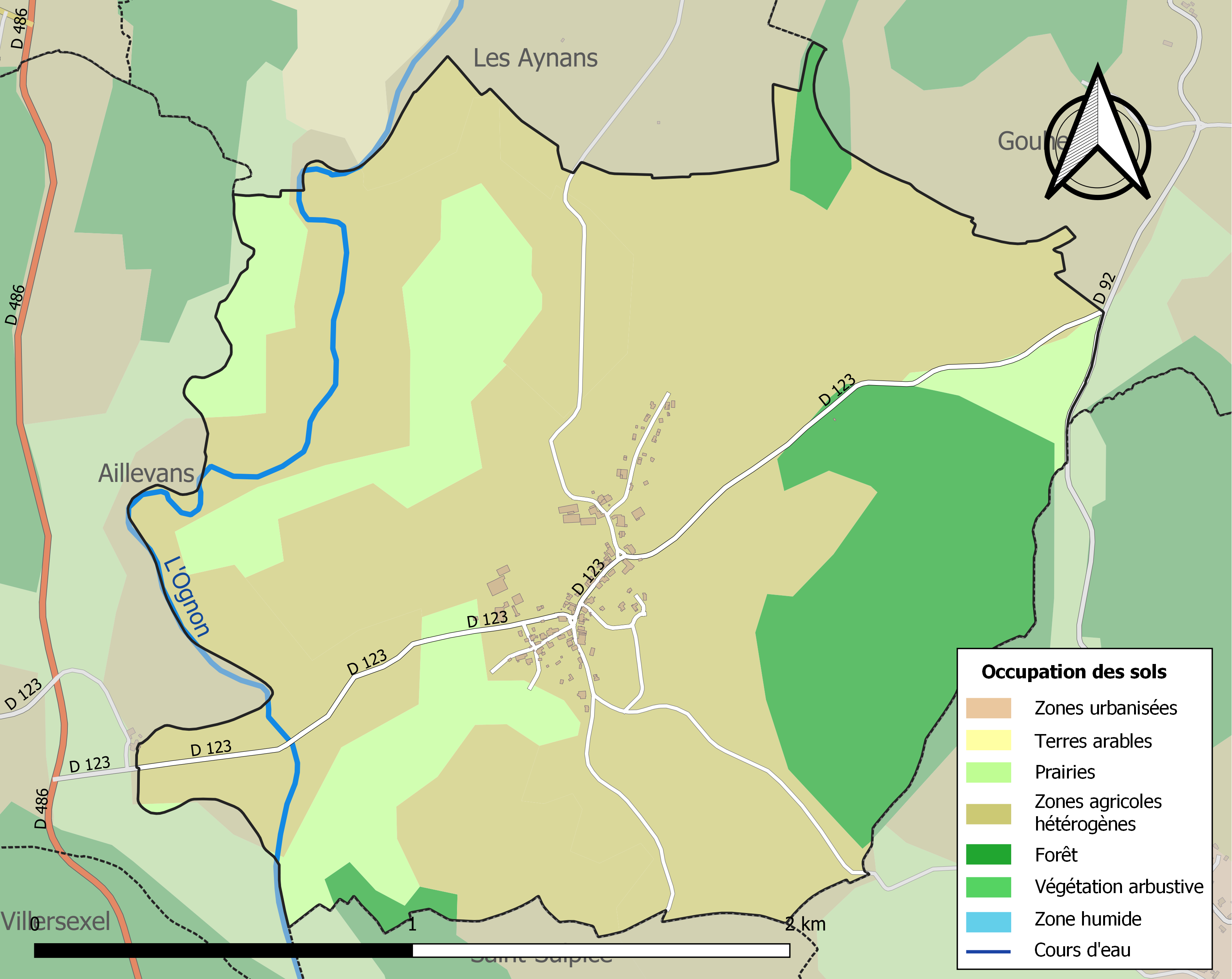
Mapa d'infraestructures i usos del sòl del comú l'any 2018(CLC).

Longevelle és un comú rural, ja que és un dels comuns poc o molt poc poblats, en el sentit de la quadrícula de densitat comunal de l'INSEE.
A més, el comú forma part de l'àrea d'atracció de Lure, del qual és un comú de la corona. Aquesta zona, que inclou 33 comuns, es classifica en zones de menys de 50.000 habitants.

La cobertura del sòl del comú, tal com es desprèn de la base de dades biofísica europea de cobertures del sòl CORINE Land Cover (CLC), està marcada per la importància del sòl agrícola (84,4% el 2018), una proporció idèntica a la del 1990 (84,4%). La distribució detallada del 2018 és la següent: zones agrícoles heterogènies (68,6%), prats (15,8%), boscos (15,6%).
L'IGN també ofereix una eina en línia per comparar l'evolució en el temps de l'ús del sòl al comú (o territoris a diferents escales). S'hi poden accedir en forma de mapes o fotografies aèries diverses èpoques: la Carta Cassini (segle xviii), el carte d'état-major (1820-1866) i el període actual (des del 1950).

## Demografia

### Població
El 2007 la població de fet de Longevelle era de 113 persones. Hi havia 52 famílies, de les quals 16 eren unipersonals (16 dones vivint soles i 16 dones vivint soles), 16 parelles sense fills i 20 parelles amb fills.
La població ha evolucionat segons el següent gràfic:

### Habitatges
El 2007 hi havia 60 habitatges, 49 eren l'habitatge principal de la família, 7 eren segones residències i 4 estaven desocupats. 58 eren cases i 2 eren apartaments. Dels 49 habitatges principals, 46 estaven ocupats pels seus propietaris i 3 estaven llogats i ocupats pels llogaters; 4 tenien tres cambres, 15 en tenien quatre i 30 en tenien cinc o més. 40 habitatges disposaven pel capbaix d'una plaça de pàrquing. A 22 habitatges hi havia un automòbil i a 20 n'hi havia dos o més.

### Piràmide de població
La piràmide de població per edats i sexe el 2009 era:
| Homes | Edats   | Dones |
| ----- | ------- | ----- |
| 0     | 95 o +  | 0     |
| 0     | 90 a 94 | 0     |
| 0     | 85 a 89 | 0     |
| 0     | 80 a 84 | 0     |
| 0     | 75 a 79 | 4     |
| 8     | 70 a 74 | 4     |
| 0     | 65 a 69 | 0     |
| 0     | 60 a 64 | 4     |
| 0     | 55 a 59 | 0     |
| 0     | 50 a 54 | 4     |
| 8     | 45 a 49 | 4     |
| 8     | 40 a 44 | 0     |
| 8     | 35 a 39 | 16    |
| 0     | 30 a 34 | 4     |
| 0     | 25 a 29 | 0     |
| 4     | 20 a 24 | 0     |
| 4     | 15 a 19 | 4     |
| 8     | 10 a 14 | 4     |
| 4     | 5 a 9   | 4     |
| 0     | 0 a 4   | 0     |

## Economia
El 2007 la població en edat de treballar era de 69 persones, 48 eren actives i 21 eren inactives. De les 48 persones actives 46 estaven ocupades (25 homes i 21 dones) i 2 estaven aturades (1 home i 1 dona). De les 21 persones inactives 8 estaven jubilades, 5 estaven estudiant i 8 estaven classificades com a «altres inactius».
Activitats econòmiques
L'any 2000 a Longevelle hi havia 4 explotacions agrícoles.

## Equipaments sanitaris i escolars
El 2009 hi havia una escola elemental integrada dins d'un grup escolar amb les comunes properes formant una escola dispersa.

## Poblacions properes
El següent diagrama mostra les poblacions més properes.